# كارل إتش. برونر
كارل إتش. برونر (بالألمانية: Karl Heinrich Brunner)‏ (و. 1887 – 1960 م) هو مهندس معماري، وأستاذ جامعي نمساوي، توفي في فيينا، عن عمر يناهز 73 عاماً.